# کول‌تکین
 کول تیگین  (ترکی باستانی: ، ) یک شاهزاده وپادشاه گوک ترک بود. 

## گالری

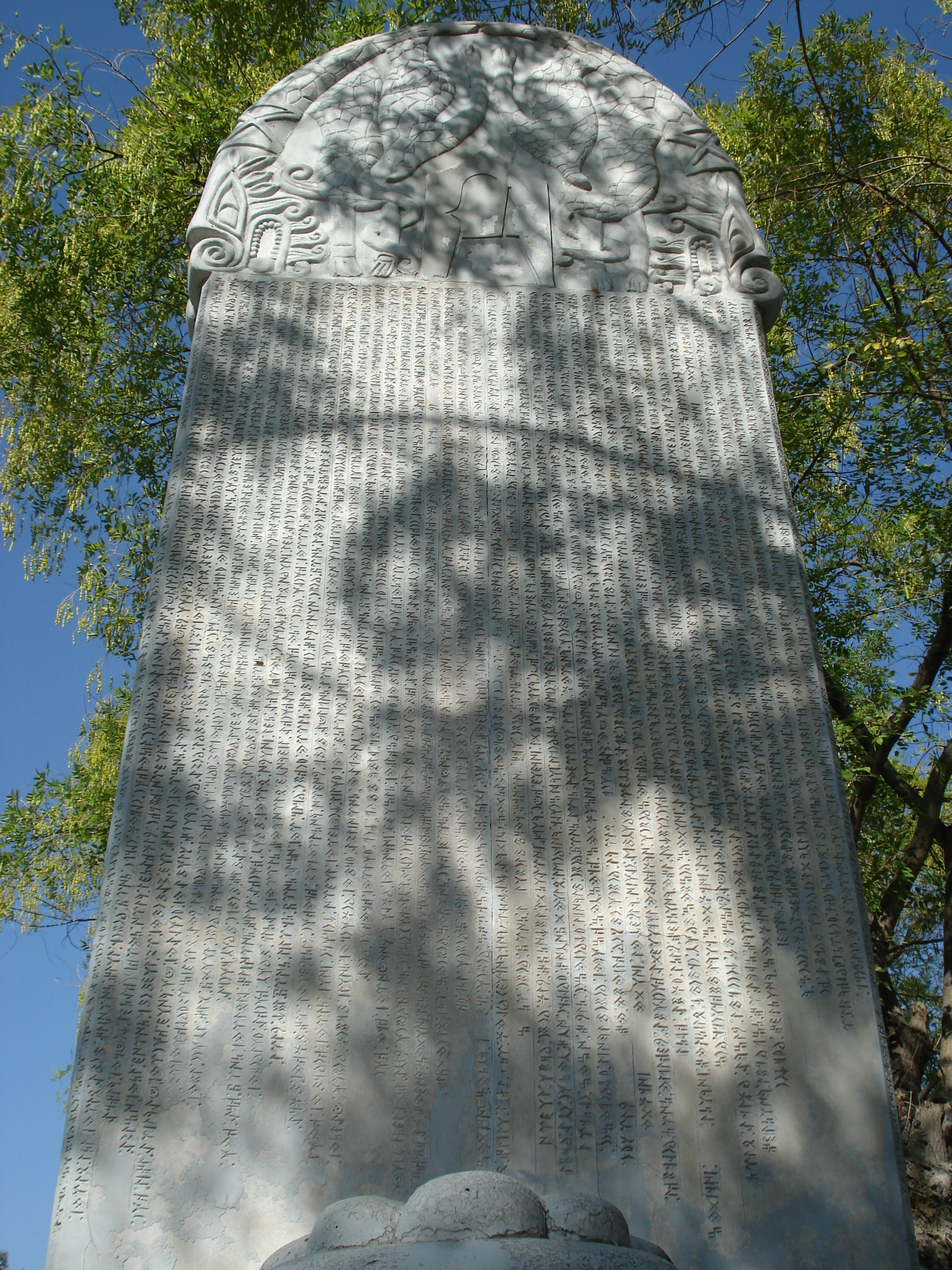
کپی کتیبه بیلگه خاقان که برای برادرش کول تیگین حکاکی کرده بود٬ دانشگاه قاضی٬ آنکارا